# Beiyu Shan
Beiyu Shan (kinesiska: 北渔山, Pei-yü Shan) är en ö i Kina. Den ligger i provinsen Zhejiang, i den östra delen av landet, omkring 250 kilometer sydost om provinshuvudstaden Hangzhou. Arean är 1,2 kvadratkilometer. Den sträcker sig 1,3 kilometer i nord-sydlig riktning, och 2,3 kilometer i öst-västlig riktning.
Genomsnittlig årsnederbörd är 2 182 millimeter. Den regnigaste månaden är juni, med i genomsnitt 285 mm nederbörd, och den torraste är oktober, med 66 mm nederbörd.